# 히비야 방화 사건

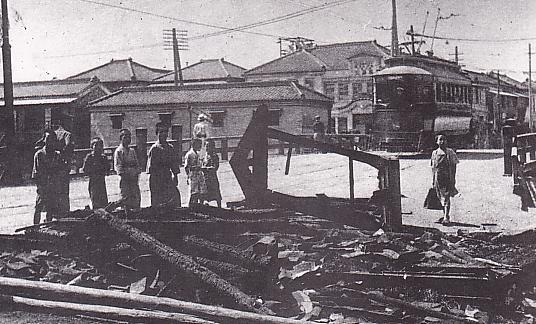
불에 탄 시설

궐기 집회

히비야 방화 사건(일본어: 日比谷焼打事件 히비야 야키우치 지켄[*])은 러일 전쟁 직후인 1905년 9월 5일, 일본 도쿄 히비야 공원에서 러일 전쟁에 대한 보상에 대해 불만을 토로하는 집회 중에 일어난 폭동이다.
1905년 포츠머스 조약에 따라 러시아가 북위 50도 이남의 사할린섬 및 조차지 요동반도를 일본에 할양하는 것을 확인함으로써, 러일 전쟁은 실질적으로 일본의 승리로 끝났다. 그러나 포츠머스 조약에는 일본에 대한 러시아의 배상금 지불 의무가 명시되지 않았기 때문에, 러시아는 일본에게 배상금을 지불하지 않았다. 그러자 일본 안에서는 배상금을 받아내야 한다는 목소리가 커졌고, 폭도로 변한 민중들은 내무대신 관저, 어용 신문이었던 고쿠민 신문사, 파출소 등에 불을 질렀다. 러시아와 관계가 깊었던 일본 정교회가 소유했던 니콜라이 성당도 군중들의 방화 표적이 되었으나 근위병 등의 호위로 난을 피했다. 다음 날인 9월 6일 일본 정부는 긴급 칙령에 따른 행정 계엄 형태로 계엄령을 발포하여 소동을 진압한 후, 11월 29일 계엄령을 해제했다.
이 사건으로 17명이 사망하고 500명 이상이 다쳤으며, 2,000명 이상이 검거되고 검거자 중 87명은 유죄를 선고받았다. 이 밖에 9월 7일에는 고베에서, 9월 12일에는 요코하마에서 폭동이 일어났다.

## 사건 이후
폭동 수습 후에도 포츠머스 조약에 대한 일본 국민들의 반발이 그치지 않자 1906년 1월 가쓰라 내각은 총사퇴하였으며 사이온지 긴모치 내각이 그 뒤를 이었다.

## 같이 보기
- 다이쇼 정변
- 지멘스 사건
- 다이쇼 데모크라시
- 마쓰에 소요 사건
- 러일 전쟁
- 포츠머스 조약